# L'École des pères
L'école des pères est un roman d'Hervé Bazin publié en 1991. C'est la suite du Matrimoine, publié en 1967.

## Résumé
Le narrateur et héros, Abel Bretaudeau voit sa vie bouleversée par la décision post mortem de son beau-père de bouleverser les règles de succession traditionnelle.
Le roman commence avec les obsèques de ce dernier qui a eu la « mauvaise idée » de décéder (d’une mort grotesque), en plein mai 1968. Le testament apprend que le beau-père a légué sa première société à l’une de ses filles, qui a quatre enfants et qui n’a jamais travaillé. Sa fille accepte et contraint son mari, Abel, à s’investir davantage dans la vie quotidienne du ménage. 
Le récit donne l'occasion à Abel de s’interroger sur son rôle de père mais aussi l’image du père dans une société en plein bouleversement.

## Accueil
L'année de sa sortie, il s'en est vendu entre 80 000 et 100 000 exemplaires en France.